# (3362) Khufu
(3362) Khufu (1984 QA) – planetoida z grupy Atena okrążająca Słońce w ciągu 0,98 lat w średniej odległości 0,99 j.a. Została odkryta 30 sierpnia 1984 roku przez Scotta Dunbara i Marię Barucci.